# Semiótica da cultura
A semiótica da cultura é um campo interdisciplinar que define a cultura a partir da perspectiva semiótica, como um tipo de atividade humana simbólica, isto é, um sistema de signos e significados inter-relacionados. Sob essa área de estudo, os signos são analisados e categorizados em determinada classe dentro de padrões de hierarquização. Ela foi desenvolvida pela Escola Semiótica de Tartu-Moscou, em especial, Yuri Lotman.

## Obras relevantes
- Lotman, Jurij M., and Boris A. Uspenskij. "Eterogeneità e omogeneità delle culture. Postscriptum alle tesi collettive'." Tesi per una semiotica della cultura (2006): 149–153.
- Lotman, Jurij M. La cultura come mente collettiva e i problemi della intelligenza artificiale. Guaraldi, 2014.
- Kull, Kalevi. "Juri Lotman in English." Sign Systems Studies 39.2/4 (2011): 343–356.
- Sonesson, Göran. "Between homeworld and alienworld: A primer of cultural semiotics." Sign Culture= Zeichen Kultur (2012): 315–328.
- Schleiner, Louise. Cultural Semiotics, Spenser, and the Captive Woman. Lehigh University Press, 1995.
- Torop, Peeter. "Cultural semiotics and culture." (1999).
- Torop, Peeter. "Semiotics in Tartu." (1998).
- 10.1.2 Semiotics of culture in Dmitrii Olegovich Dobrovol'skii, Dmitrij Dobrovol'skij, Elisabeth Piirainen, Figurative language: cross-cultural and cross-linguistic perspectives, Emerald Group Publishing, 2005
- Salupere, Silvi; Torop, Peeter; Kull, Kalevi (ed.) 2013. Beginnings of the Semiotics of Culture. (Tartu Semiotics Library 13.) Tartu: University of Tartu Press.
- Baldini, Massimo. Semiotica della moda. Armando, 2005.